# 狂情
《狂情》（日语：チャイナスキャンダル　艶舞）是由香港嘉禾電影與日本日活株式會社合作拍攝的成人粉紅色電影，由黎大煒與小原宏裕聯合導演，並由新藤惠美、陳惠敏、曾江、小田薰主演。

## 外部連結
- 香港影庫上《狂情》的資料（繁體中文）
- 互联网电影数据库（IMDb）上《狂情》的资料（英文）
- 官方网站